# Esther Gebhard
Esther Yvonne Gebhard (* 11. November 1970 in Einselthum in Rheinland-Pfalz) ist eine deutsche Sängerin, Bassistin, Moderatorin, Sprecherin, und Aktivistin für Menschenrechte.

## Leben
Esther Gebhard wuchs als Tochter eines Soldaten und einer Krankenschwester im oberbayerischen Schongau auf. Ihre Eltern schlossen sich Mitte der 1970er Jahre der Glaubensgemeinschaft der Zeugen Jehovas an. 1991 stieg sie mit 20 Jahren aus dieser Gemeinschaft aus. Seit 2020 ist sie Aktivistin. Sie arbeitet als Heilpraktikerin für Psychotherapie in eigener Praxis und hat sich auf die Fachgebiete Hypnose und EMDR spezialisiert.

## Künstlerisches Wirken
Esther Gebhard arbeitete einige Jahre als Radiomoderatorin für diverse Rundfunkanstalten, wie dem Augsburger Sender Radio Fantasy, sowie Radio Oberland in Garmisch. Parallel war sie Sprecherin für Radiowerbung.
Von 2001 bis 2015 war sie Mitglied der deutschen Frauenband Die Bayrische 7, mit welcher sie Tourneen und Live-Auftritte in Europa und den USA bestritt und in TV-Sendungen zu sehen war. Parallel zur Bayrischen 7 war sie ab 2007 auch als Sängerin Mitglied der Saragossa Band. Nach Auflösung der Bayrischen 7 Ende 2015 schloss sie sich endgültig der Saragossa Band an und tritt bis heute live und im TV auf, meist im europäischen Ausland.

## Aktivismus
Esther Gebhard setzt sich im Opferhilfeverein JZ Help e.V. und weiteren internationalen Vereinigungen für die Einhaltung von Menschenrechten in religiösen Gruppierungen ein. Hauptgebiet des Vereins sind die Zeugen Jehovas. Seit 2022 ist sie Mitglied des Vereinsvorstandes. In Zusammenarbeit mit dem Verein unterstützt sie ausgestiegene ehemalige Zeugen Jehovas. Sie kämpft ebenso um größere Wahrnehmung psychische Erkrankungen wie z. B. Depressionen, Angsterkrankungen und Suizidalität bei Aussteigern aus totalitären Glaubensgemeinschaften, sowie den Schutz deren Kinder. "Die Anerkennung zur Körperschaft des öffentlichen Rechts muss rückgängig gemacht werden!".

## Veröffentlichungen
- "Sektenopfer in der Therapie",[11] erschienen in der Fachzeitschrift des Verbands freier Psychotherapeuten, Heft 5 / 2021

Esther Gebhard veröffentlicht auf ihren Webseiten "Esthers Welt" und dem Praxisblog ihrer Praxis für Hypnose und EMDR Artikel zum Thema psychische Gesundheit, Hypnose und Mechanismen von religiösen Randgruppierungen und Psychokulten. Auf ihrem YouTube-Kanal veröffentlicht sie geführte Traumreisen, Hypnosen und Kindergeschichten. Kritische Beiträge zur Gemeinschaft der Zeugen Jehovas finden untergeordnet Raum.

## Podcast
- 2021:  Bayerischer Rundfunk: Die blaue Couch in der ARD-Audiothek[18]
- 2023:  Podcast Viele Wege führen nach Om[19] der Drehbuchautoren Gerry Streberg und Roland Heep: Was ist eine Sekte und wie erkennt man, dass man in einer gelandet ist?[20]